# Władysław Bentkowski

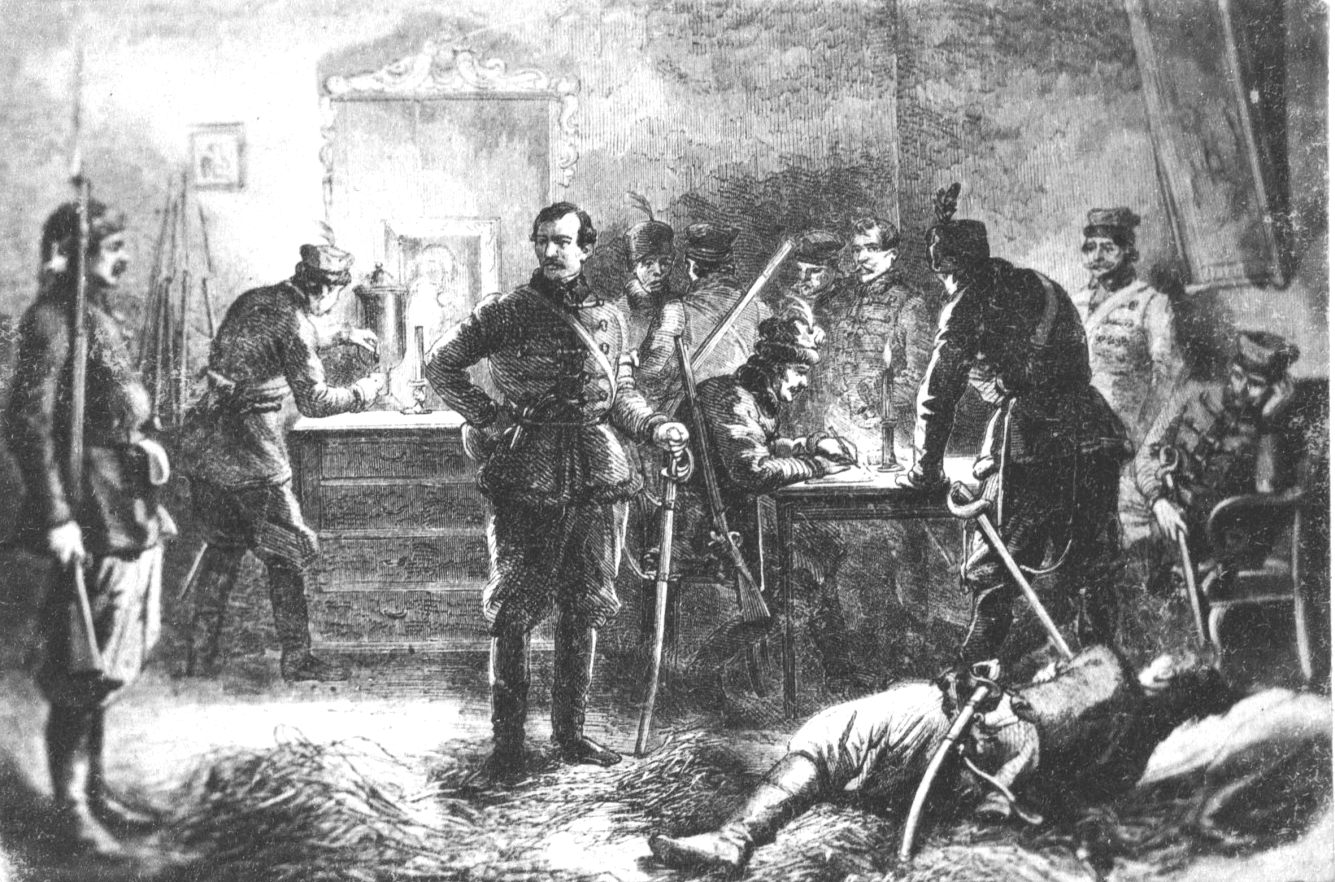
Władysław Bentkowski ze swoim sztabem

Władysław Bentkowski (ur. 24 września 1817 w Warszawie, zm. 2 października 1887 w Poznaniu) – uczestnik obu polskich powstań narodowych w XIX wieku i rewolucji na Węgrzech w roku 1848–1849, dziennikarz i polityk Poznańskiego, oficer pruski, członek Zarządu Centralnego Towarzystwa Gospodarczego dla Wielkiego Księstwa Poznańskiego w 1873 roku.

## Życiorys
Był drugim z kolei synem profesora Feliksa Bentkowskiego i Emilii z Zejdlerów, młodszym bratem Alfreda Bentkowskiego. Rodzice zapisali go do Liceum Warszawskiego, gdzie już uczęszczał Alfred. Po wybuchu Powstania Listopadowego chciał wstąpić do wojska, ale nie przyjęto go ze względu na młody wiek (akceptowano chłopców, którzy ukończyli 15 lat, a on miał ich 13), więc działał jako rodzaj ochotnika, uciekł z domu na pole bitwy grochowskiej, a później bronił szańców na Woli w czasie szturmu Paskiewicza na stolicę.
Po upadku powstania Bentkowski ukończył Liceum, czy też raczej stworzone po jego likwidacji I Gimnazjum Gubernialne, i zapisał się w 1837 roku na studia prawa i historii na uniwersytet w Królewcu, gdzie odniósł sukces swą napisaną po łacinie rozprawą o wadliwości sejmów za panowania Jagiellonów (Vicissistudines comitiorum sub Iagellonica stirpe habitorum, 1839), za którą otrzymał złoty medal wyróżniający. Wkrótce jednak przerwał studia ze względów zdrowotnych i powrócił do Warszawy, gdzie aplikował w prokuraturze, co mu nie odpowiadało. W roku 1840 udał się do Włoch aby ratować zagrożone płuca, a po powrocie do Polski w r. 1842 zajął się administracją zakupionego przez ojca folwarku w miejscowości Przylaskowo pod Grójcem, co mu też nie odpowiadało. W roku 1843 wyemigrował do zaboru pruskiego i wstąpił do stacjonującej w Poznaniu 5. brygady artylerii pruskiej. W roku 1845 został podporucznikiem, a w 1847, po ukończeniu dwuletniej szkoły artylerii w Berlinie, porucznikiem i otrzymał przydział do garnizonu w mieście Schweidnitz, obecnej Świdnicy.
Po antypruskich zamieszkach w Wielkopolsce roku 1848, surowo stłumionych przez władze, Bentkowski uznał, że nie może jako Polak dalej służyć w pruskim wojsku i wystąpił o abszyt, którego mu po wielu szykanach udzielono. Powrócił do Poznania i działał przez jakiś czas jako publicysta w tamtejszej „Gazecie Polskiej”, ale w maju roku 1849 poczuł znowu powołanie żołnierskie i udał się na Węgry, gdzie w stopniu kapitana walczył w Legionie Polskim m.in. w bitwie pod Temesvárem. Za swoją służbę został odznaczony węgierskim powstańczym Orderem Zasługi Wojskowej III klasy. Po upadku powstania węgierskiego powrócił przez Konstantynopol i Marsylię do Poznania, gdzie znowu działał jako publicysta w różnych czasopismach i jako jeden z redaktorów Encyklopedii Orgelbranda. W roku 1852 zaczął karierę polityczną jako poseł do sejmu pruskiego w Berlinie, którym był przez 11 lat.
Był jednym z autorów haseł do 28 tomowej Encyklopedii Powszechnej Orgelbranda z lat 1859–1868. Jego nazwisko wymienione jest w I tomie z 1859 roku na liście twórców zawartości tej encyklopedii.
Po wybuchu Powstania Styczniowego Bentkowski zrzekł się mandatu poselskiego, opuścił Poznańskie i przyłączył się do powstania, w którym pełnił funkcję szefa sztabu Mariana Langiewicza. Po klęsce oddziału Langiewicza schronił się w Krakowie. Do Poznania wrócił w roku 1865, został aresztowany i skazany na rok twierdzy, który odsiedział w Magdeburgu. Po odbyciu kary osiedlił się już na stałe w Poznaniu, gdzie pracował jako kasjer w banku „Tellus”.
W roku 1868 otrzymał po śmierci Hipolita Cegielskiego zarząd jego majątku i opiekę prawną nad jego dziećmi, zadania, z których wywiązał się znakomicie – powiększył i fabrykę, i majątek Cegielskich. Działał jednocześnie w Poznańskim Towarzystwie Przyjaciół Nauk.
Rodziny nie stworzył i zmarł w Poznaniu, gdzie też został pochowany.

## W kulturze
Jest jednym z bohaterów polskiego serialu historycznego Najdłuższa wojna nowoczesnej Europy w reżyserii Jerzego Sztwiertni. Odtwórcą jego roli był Andrzej Chrzanowski.